# Chris Lambert (lekkoatleta)
Christopher Patrick Lambert (ur. 6 kwietnia 1981 w Londynie) – brytyjski lekkoatleta, sprinter, mistrz letniej uniwersjady w 2003 i młodzieżowy mistrz Europy z 2003, olimpijczyk. Na igrzyskach Wspólnoty Narodów reprezentował Anglię, a na pozostałych imprezach międzynarodowych Wielką Brytanię.

## Kariera sportowa
Wystąpił w sztafecie 4 × 100 metrów na mistrzostwach świata juniorów w 1998 w Annecy, ale zespół brytyjski został zdyskwalifikowany w biegu eliminacyjnym.
Zdobył brązowy medal w biegu na 200 metrów, a także zajął 4. miejsce w sztafecie 4 × 100 metrów na mistrzostwach Europy juniorów w 1999 w Rydze. Na uniwersjadzie w 2001 w Pekinie wywalczył brązowy medal w biegu na 100 metrów, przegrywając jedynie z Marcusem Brunsonem ze Stanów Zjednoczonych i Giennadijem Czernowołem z Kazachstanu, a w biegu na 200 metrów odpadł w półfinale. Odpadł w półfinale biegu na 200 metrów na igrzyskach Wspólnoty Narodów w 2002 w Manchesterze.
Zwyciężył w biegu na 200 metrów (wyprzedzając Marcina Jędrusińskiego z Polski i Johana Wissmana ze Szwecji) oraz w sztafecie 4 × 100 metrów (która biegła w składzie: Tyrone Edgar, Lambert, Darren Chin i Dwayne Grant) na młodzieżowych mistrzostwach Europy w 2003 w Bydgoszczy. Zdobył złoty medal w biegu na 100 metrów na uniwersjadzie w 2003 w Daegu, wyprzedzając Leigha Juliusa z Południowej Afryki i Dejana Vojnovicia z Chorwacji. Wystąpił w biegu na 200 metrów na igrzyskach olimpijskich w 2004 w Atenach, ale nie ukończył biegu eliminacyjnego. 
Zdobył srebrny medal w biegu na 200 metrów na halowych mistrzostwach Europy w 2005 w Madrycie, za Tobiasem Ungerem z Niemiec, a przed Marcinem Urbasiem z Polski. Na igrzyskach Wspólnoty Narodów w 2006 w Melbourne awansował do ćwierćfinału biegu na 200 metrów, ale w nim nie wystartował. 
Był mistrzem Wielkiej Brytanii (AAA) w biegu na 200 metrów w 2004 oraz brązowym medalistą na tym dystansie w 2005.
Rekordy życiowe Lamberta:
- bieg na 100 metrów – 10,24 s (14 lipca 2001, Birmingham)
- bieg na 200 metrów – 20,34 s (20 lipca 2003, Bydgoszcz)
- bieg na 60 metrów (hala) – 6,73 s (9 lutego 2002, Allston)
- bieg na 200 metrów (hala) – 20,69 s (6 marca 2005, Madryt)